# 鄭惠仁
鄭惠仁（1990年9月20日—），韓國女演員、模特兒，身高 172 公分。2005 年任 Ceci 雜誌模特兒初次踏足娛樂圈，2009 年出演首部電影 《女校怪談5》 後繼續專注學業，在業餘時間參與音樂錄影帶和廣告。於 2014 年出演 《異鄉人醫生》 後正式開始從事電影和戲劇工作。

## 簡歷

### 出道前
從事演藝事業並不是鄭惠仁兒時的夢想。據說她的夢想是成為一名科學家，自小會自己動手組裝家具，喜歡建造東西和做科學實驗。直至初中的時候看學院老師 在大學路上演了一部名為「玻璃面具」的戲劇時，便對演藝產生了興趣，希望成為像老師一樣酷的人。這樣便讓她萌生從事演藝事業的念頭。

### 出道後

#### 戲劇
鄭惠仁不斷嘗試出演不同類型戲劇，也於造型上作出多次破格改變以切合角色，獲得不少關注。
2014 年初出道時期，鄭惠仁於 《異鄉人醫生》 中飾演的護士呂善姬、在 《Healer》 中飾年青時期的海盜廣播主持人崔明熙。鄭惠仁在此類型角色均保留長髮演出。及後於 2018 年演出 《Jugglers》 時一改風格，以超短髮亮相YB廣告大樓內的咖啡店經理朴慶莉。鄭惠仁因此獲得更多關注，此造型也意外擄獲許多女性觀眾的關注，不少網絡文章都形容她是帥氣的男明星。
此後鄭惠仁不時以不同形象出演劇集及電影。如 2018 《愛到最後》 以一頭白金色短髮飾飾演 Emily Jang，也憑此角色被提名 KBS演技大賞最佳新人女演員。2019 年出演 《優雅的家》 時雖以短髮造型，但多了點女人味，成功詮釋宣傳組長的專業形象。
自 2018 年，鄭惠仁開始多參與動作電影及戲劇，不少動作戲份均親自上陣。當中包括於 2020年在劇集 《RUGAL》 中飾演的重案组刑警宋美娜、2022 年在電影 《Hidden》 中飾演的國家情報局國際犯罪小組成員鄭海秀。然而，鄭惠仁並沒因此刻意固定演藝方向，如於 2021 年於 《Sisyphus: the myth》 出演剛柔並重的精神科醫生金書真。

#### 綜藝節目
鄭惠仁於 2021 年加入綜藝節目 《Kick a Goal》，達成她由兒時一直希望成為運動員的夢想。 《Kick a Goal》 為 SBS TV 的女足綜藝節目，由多位女藝人組成隊伍練習足球及進行比賽。鄭惠仁被稱為隊中王牌，外號 「혜컴」 (即 「鄭惠仁 + 英國著名足球明星 大衞碧咸 (David Beckham) 」)。

### 個人生活
鄭惠仁熱愛運動，愛好或學過的包括跆拳道、 雜技、 跆拳道、 騎馬、 民族射箭、 騎馬射箭、 滑雪、 滑水、 衝浪、 網球。曾笑說反正不是太靜態活動就可以了。也曾在社交媒體分享跳傘經驗。據說同時是 Tanzplay 教練。也學習過嘻哈、坦茲舞（現代舞）、尊巴舞、芭蕾和爵士舞。

## 演出作品

### 劇集
| 播映年份 | 播映頻道 | 劇名                         | 角色           | 備註   |
| 2014     | SBS      | 異鄉人醫生                   | 呂善姬         | 配角   |
| 2014     | KBS      | KBS Drama Special 《石頭日》 | --             | 客串   |
| 2014     | KBS      | Healer                       | 崔明熙（青年） | 配角   |
| 2015     | KBS      | 守護家族                     | 高藝苑         | 女主角 |
| 2017     | KBS      | Jugglers                     | 朴慶莉         | 配角   |
| 2018     | KBS      | 愛到最後                     | Emily Jang     | 配角   |
| 2019     | MBN      | 優雅的家                     | 李慶雅         | 配角   |
| 2020     | OCN      | RUGAL                        | 宋美娜         | 女主角 |
| 2021     | JTBC     | Sisyphus: the myth           | 金書真         | 配角   |
| 2021     | D'Live   | DMZ 大成洞                   | 朴孝珠         | 女主角 |

### 電影
| 播映年份 | 電影名稱       | 角色   | 備註   |
| 2009     | 女校怪談5      | 鄭惠仁 | 女配角 |
| 2014     | 這是我們的終點 | 恩英   | 女主角 |
| 2018     | 秘密協議       | 鎮京   | 女主角 |
| 2021     | 女老千         | 小澤   | 女主角 |
| 2022     | Hidden         | 鄭海秀 | 女主角 |
| 2023     | Invisible      | 華正   | 女配角 |

### 綜藝節目
| 年份   | 電視頻道    | 節目名稱 | 集數     | 備註 |
| 2021 - | Kick a Goal |          | 固定隊員 |      |

### 音樂錄影帶
| 年份 | 歌曲                                         | 參考 |
| 2007 | 朴孝信 《回憶與愛相似 (추억은 사랑을 닮아)》 | 影片 |
| 2008 | FTIsland 《愛情之後 (사랑후애)》             | 影片 |
| 2013 | 2PM 李俊昊 《妳的聲音 (키미노코에)》         | 影片 |

## 提名及獎項
| 年份 | 頒獎典禮    | 獎項           | 作品        | 結果 |
| 2018 | KBS演技大賞 | 最佳新人女演員 | 愛到最後    | 提名 |
| 2022 | SBS演藝大賞 | 搶鏡獎         | Kick a Goal | 獲獎 |

## 外部連結
- 鄭惠仁的Instagram帳戶
- 鄭惠仁的官方網站 （页面存档备份，存于）